# Ken Olsen
Kenneth Harry Olsen (Bridgeport, 20 de fevereiro de 1926 — Lincoln, 6 de fevereiro de 2011) foi um engenheiro estadunidense que se notabilizou por co-fundar a Digital Equipment Corporation (DEC) em 1957.